# Łysin
Łysin (ukr. Лисин) – wieś na Ukrainie w rejonie demidowskim, obwodu rówieńskiego.

## Zabytki
- Kościół parafialny – według Słownika geograficznego Królestwa Polskiego i innych krajów słowiańskich ufundowany przez Adama Drewnowskiego, podkomorzego wendeńskiego w 1724 r. Pierwotny kościół był drewniany, wybudowany na gruzach zboru braci polskich. Staraniem ks. Stanisława Karpowicza, miejscowego proboszcza oraz grupy parafian postawiony został nowym, murowany kościół pw. Przemienienia Pańskiego. Świątynia wybudowana na planie czworoboku posiadała fasadę zwieńczoną trójkątnie. W świątyni znajdował się obraz szkoły włoskiej przedstawiający  Jezusa, podarowany przez generała Wincentego Szeptyckiego, który dostał od Napoleona I. Obraz znajdował się w galerii książąt D'Este, gdzie trafił po kampanii włoskiej z lat 1796–1797[1]. Kościół został zniszczony w 1943 r.

W maju 1943 r. tutejszy proboszcz, ks. Jerzy Jan Cimiński (1905-1943) wraz z ks. Henrykiem Szczerbickim, proboszczem parafii w Tesłuhowie, został zamordowany przez nacjonalistów ukraińskich we wsi Wołkowyje.
W lipcu 1943 roku Łysin był miejscem krwawego napadu UPA na miejscowych Polaków i Czechów.